# Journal des débats
Pour les articles homonymes, voir Les Débats.
Pour des périodiques avec le titre « Journal des débats » publiés par des parlements provinciaux du Canada, voir Hansard (transcriptions parlementaires).

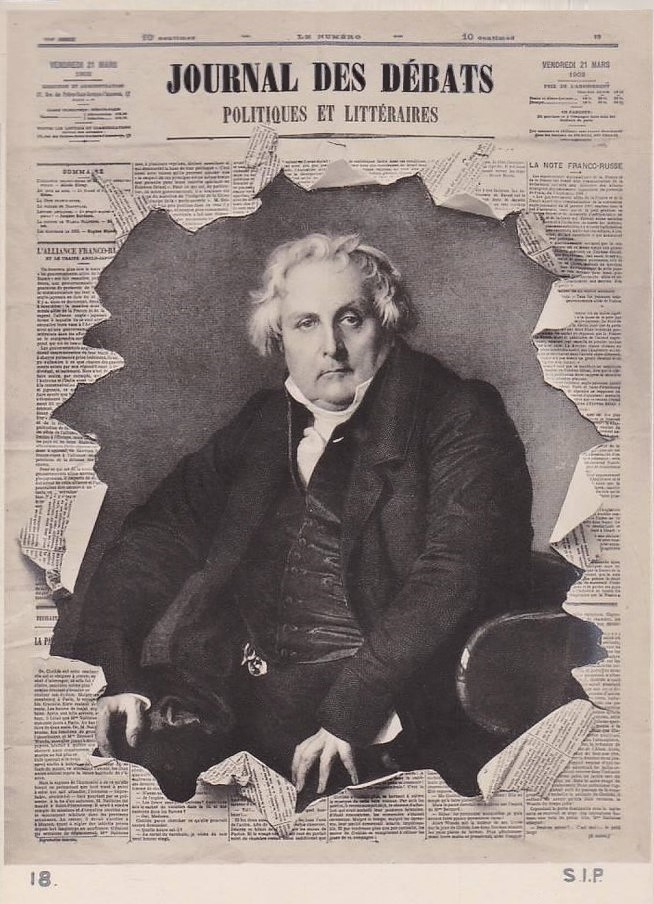
Une du journal avec le portrait du directeur Louis-François Bertin (années 1840).

Le Journal des débats est un journal français publié de 1789 à 1944 (avec quelques changements de titre).

## Histoire

### Origines (1789-1799)
Créé peu après les premières réunions des États généraux de 1789 par Gaultier de Biauzat, il renfermait le verbatim du procès-verbal officiel des débats de l'Assemblée nationale sous le titre de Journal des débats et des décrets. 
Le 29 août 1789, le titre est acheté par François-Jean Baudouin, imprimeur officiel de l'Assemblée nationale, qui le cède aux frères Bertin en 1799. Il est dirigé pendant près de quarante années par Louis-François Bertin sous la forme d'un hebdomadaire, puis d'un quotidien. Il appartient longtemps à la famille Bertin.

### Période napoléonienne (1800-1815)
Sous l'Empire, il est assez opposé à Napoléon Ier, qui lui impose un nouveau titre, Journal de l'Empire (à partir du 16 juillet 1805). Au moment de la Première Restauration, le journal prend le titre de Journal des débats politiques et littéraires (1er avril 1814). Redevenu Journal de l'Empire pendant les Cent-Jours du 21 mars au 7 juillet 1815, il est de nouveau appelé Journal des débats politiques et littéraires de 1815 à 1944.

### Restauration et monarchie de Juillet (1815-1848)
Au début de la Seconde Restauration, le Journal des débats fait partie des journaux conservateurs sans être réactionnaire.
Face à l'attitude de Charles X et de son entourage ultraroyaliste, le Journal des débats évolue, dans les années 1827-1829, vers l'opposition libérale. S'il n'hésite pas à se montrer critique vis-à-vis de Charles X et du ministère Polignac, le journal, de par son importance même, ne peut cependant pas entrer dans une opposition ouverte au régime, telle que celle du journal Le National.
Sous la Restauration et au début de la monarchie de Juillet, le Journal des débats est l'organe le plus diffusé après Le Constitutionnel : en 1830, il tire à 13 000 exemplaires.
De nombreuses contributions (voir ci-dessous) ont enrichi le titre à cette époque.

### Seconde moitié duXIXesiècle

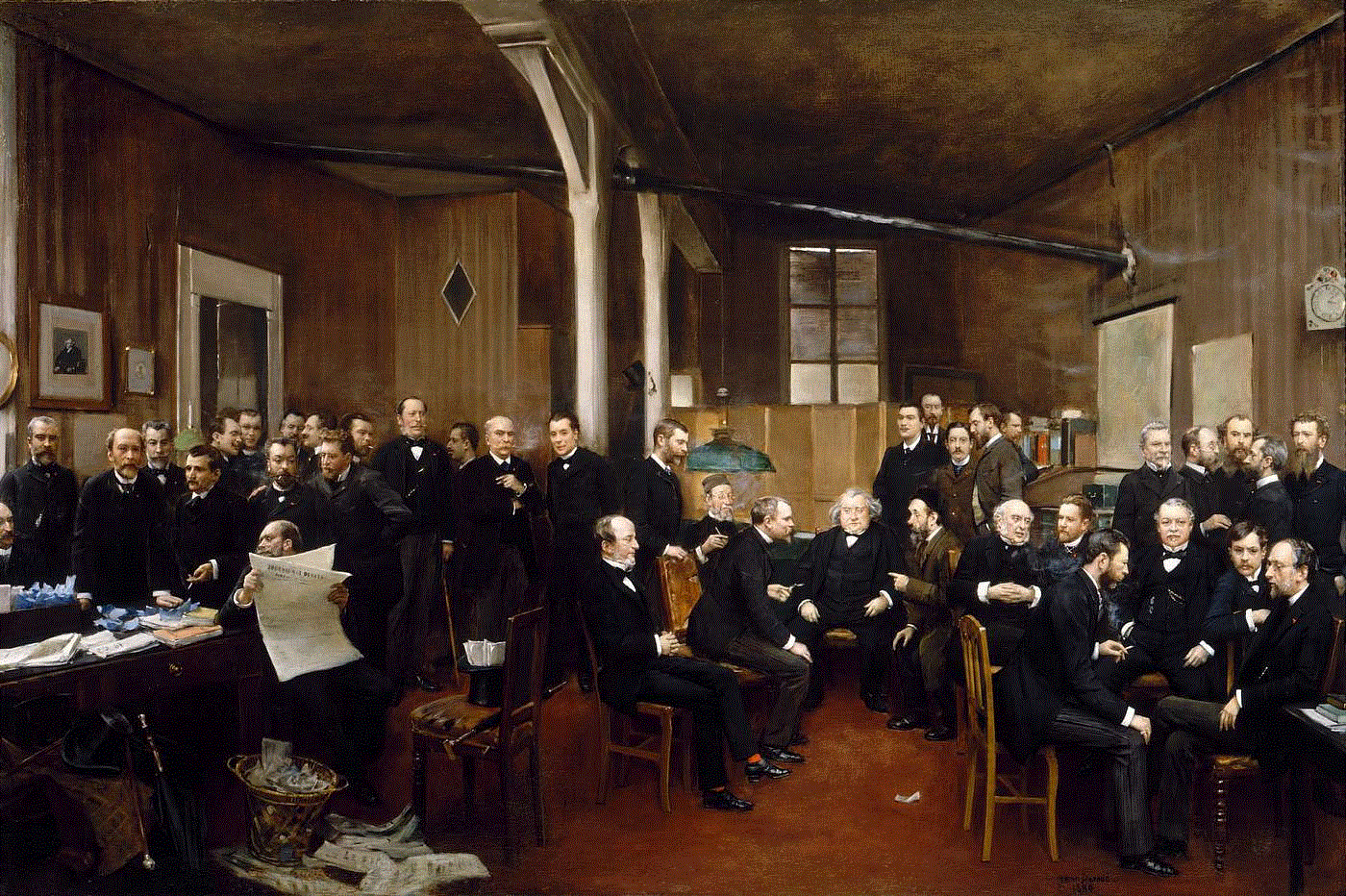
La Salle de rédaction du Journal des débats
Jean Béraud, 1889
Paris, Musée d'Orsay

Le 5 avril 1871, la Commune suspend le Journal des débats politiques et littéraires, considéré comme pro-versaillais. Il reparaît le 31 mai suivant, après la semaine sanglante.
En 1893, le journal est racheté par les frères Collas, entrepreneurs de travaux. Étienne Bandy de Nalèche épouse une des héritières en 1888 et devient secrétaire du conseil d'administration du Journal des Débats (1893), directeur de la Société du Journal des Débats en 1896 puis du journal lui-même en 1898.

### XXesiècle
« [Poursuivant] sa carrière académique », le journal tire en 1914 à 25 000 exemplaires, mais sa diffusion chute fortement dans l'entre-deux-guerres.
Continuant de paraître pendant l'Occupation, et même après l'occupation de la zone libre, il est supprimé à la Libération en 1944.

## Directeurs
- 1799-1842 : Louis-François Bertin et Pierre Louis Bertin
- 1842-1854 : Armand Bertin
- 1854-1871 : Édouard Bertin
- 1871-1883 : Jules Bapst
- 1884-1895 : Georges Patinot
- 1895-1942 : Étienne Bandy de Nalèche

## Collaborateurs célèbres
Parmi les personnes ayant travaillé pour le Journal des débats, on trouve des figures plus ou moins célèbres. 
 Ces célébrités sont classées par ordre alphabétique, les dates entre parenthèses correspondant à celles de leur participation.
- Antoine Albalat
- Henry Aron (de 1872 à 1874, puis de 1881 à 1885)
- Louis-Simon Auger
- Honoré de Balzac, y  publie trois fois de suite Modeste Mignon en 1844
- Étienne Béquet, critique qui signe d'un « R » ses articles, il y publie pendant 15 ans
- Hector Berlioz (de 1835 à 1864)
- Jacques Bins de Saint-Victor
- Castil-Blaze (de 1820 à 1832)
- Jean François Boissonade de Fontarabie
- Abel Bonnard
- Jean Bourdeau, traducteur de Schopenhauer
- Paul Bourget
- Fernand de Brinon
- César Chabrun
- François-René de Chateaubriand
- Étienne-Jean Delécluze, critique d'art (de 1822 à 1863)
- Jean Decrais, rédacteur en chef, père de la journaliste et productrice de télévision Éliane Victor
- Paul Deschanel
- Abbé Charles-Marie de Feletz
- Julien Louis Geoffroy (de 1800 à 1814)
- Philippe Godet
- Victor Hugo
- Jules Janin (de 1832 à 1872)
- Joseph Kessel (de 1916 à ?)
- Léon Foucault
- Émile Littré
- Conrad Malte-Brun
- Guy de Montjou
- Alfred Nettement
- Charles Nodier
- Ferdinando Petruccelli della Gattina
- Anatole Prevost-Paradol
- Édouard Rod
- Eugène Sue, qui y pré-publia Les Mystères de Paris
- Arthur Raffalovich
- Hippolyte Rigault
- Frédéric Soulié
- Hippolyte Taine
- Jules Verne
- Adolphe Viollet-le-Duc
- Lucien de Vissec, qui y publia en feuilleton Le Portrait de Ghirlandojo, conte, en 1902, et Les Filets bleus en 1918
- Léon Say
- François de Wendel

## Pour approfondir